# Люк Макшейн
Люк Джеймс Макшейн (англ. Luke James McShane; 7 січня 1984, Лондон)  — англійський шахіст, гросмейстер (2000). Чемпіон світу 1992 року серед хлопчиків до 10 років. 
У складі національної збірної учасник 5 шахових олімпіад (2002, 2004, 2010, 2016, 2018). 
Його рейтинг станом на березень 2020 року — 2675 (62-ге місце у світі, 4-те у Великій Британії).

## Спортивні досягнення

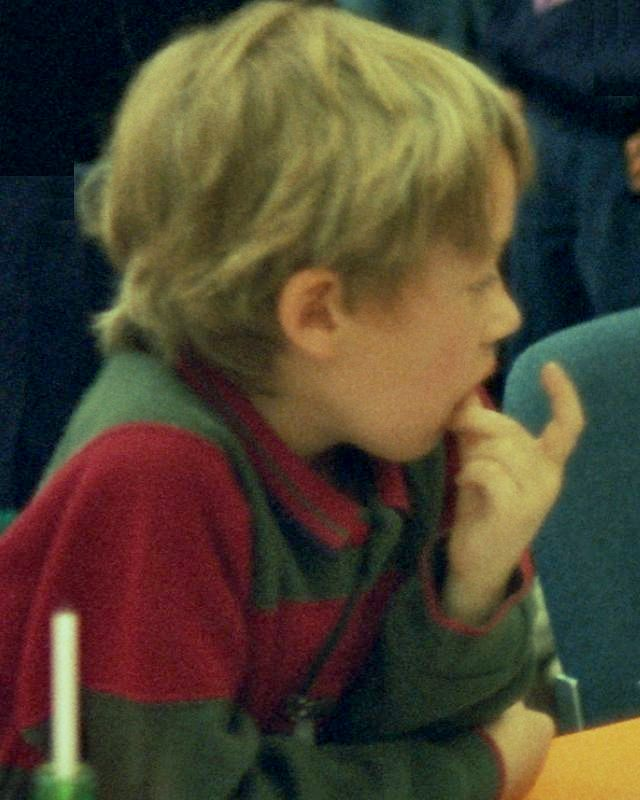
У Дуйсбурзі 1992 року

| Рік  | Місто           | Турнір                                     | + | - | = | Результат | Місце   |
| ---- | --------------- | ------------------------------------------ | - | - | - | --------- | ------- |
| 2001 | Леон            | 13-й командний чемпіонат Європи            | 1 | 2 | 2 | 2 з 5     | 4 (19)  |
| 2002 | Блед            | 35-а шахова олімпіада                      | 3 | 1 | 7 | 6½ з 11   | 7 (32)  |
| 2004 | Кальвія         | 36-а шахова олімпіада                      | 2 | 3 | 6 | 5 з 11    | 30 (75) |
| 2005 | Гетеборг        | 15-й командний чемпіонат Європи            | 5 | 2 | 2 | 6 з 9     | 13 (5)  |
| 2009 | Новий Сад       | 17-й командний чемпіонат Європи            | 3 | 2 | 4 | 5 з 9     | 12 (10) |
|      | Лондон          | London Chess Classic 2009                  | 2 | 4 | 1 | 7 з 21    | 5       |
| 2010 | Ханти-Мансійськ | 39-а шахова олімпіада                      | 2 | 1 | 6 | 5 з 9     | 24 (20) |
|      | Лондон          | London Chess Classic 2010                  | 2 | 0 | 5 | 11 з 21   | — 3     |
| 2011 | Вейк-ан-Зеє     | Вейк-ан-Зеє 2011, турнір B                 | 6 | 2 | 5 | 8½ з 13   | — 2     |
|      | Лондон          | London Chess Classic 2011                  | 3 | 1 | 4 | 13 з 24   | 4       |
| 2012 | Москва          | 7-й меморіал Таля                          | 3 | 4 | 2 | 4 з 9     | 8 — 9   |
|      | Лондон          | London Chess Classic 2012                  | 1 | 5 | 2 | 5 з 24    | 8       |
| 2013 | Варшава         | 19-й командний чемпіонат Європи            | 2 | 3 | 2 | 3 з 7     | 10 (20) |
|      | Лондон          | London Chess Classic 2013 (рапід)          | 1 | 4 | 1 | 4 з 18    | 9 — 16  |
| 2014 | Лондон          | London Chess Classic 2014 (бліц)           | 6 | 1 | 3 | 7½ з 10   | 16      |
| 2015 | Лас-Вегас       | Millionaire Chess                          | 5 | 0 | 4 | 7 з 9     | 5 — 9   |
|      | Рейк'явік       | 20-й командний чемпіонат Європи            | 1 | 3 | 2 | 2 з 6     | 10 (27) |
| 2016 | Баку            | 42-а шахова олімпіада                      | 2 | 3 | 2 | 3 з 7     | 9 (—)   |
| 2017 | Крит            | 21-й командний чемпіонат Європи            | 1 | 2 | 4 | 3 з 7     | 16 (19) |
| 2018 | Батумі          | 19-й чемпіонат Європи                      | 7 | 2 | 2 | 8 з 11    | 6       |
|      | Батумі          | 43-я шахова олімпіада                      | 2 | 1 | 7 | 5½ з 10   | 5 (17)  |
| 2019 | Астана          | командний чемпіонат світу                  | 3 | 0 | 6 | 6 з 9     | ()      |
|      | Нетанья         | «Netanya International GM Tournament 2019» | 3 | 4 | 2 | 4 з 9     | 8 — 9   |
|      | Ханти-Мансійськ | Кубок світу ФІДЕ                           | 0 | 0 | 4 | 2 з 4     | 1/32    |
|      | Острів Мен      | «Турнір Grand Swiss ФІДЕ 2019»             | 3 | 3 | 5 | 5½ з 11   | 73      |
|      | Батумі          | 22-й командний чемпіонат Європи            | 4 | 2 | 2 | 5 з 8     | (7)     |

## Зміни рейтингу
| На цьому місці має відображатися графік чи діаграма, однак з технічних причин його відображення наразі вимкнено. Будь ласка, не видаляйте код, який викликає це повідомлення. Розробники вже працюють для того, щоби відновити штатне функціонування цього графіка або діаграми. | |
| | На цьому місці має відображатися графік чи діаграма, однак з технічних причин його відображення наразі вимкнено. Будь ласка, не видаляйте код, який викликає це повідомлення. Розробники вже працюють для того, щоби відновити штатне функціонування цього графіка або діаграми. |